# Carlos Olson San Vicente
Carlos Olson San Vicente (Chihuahua, México; 29 de noviembre de 1976) es un político mexicano afiliado al Partido Acción Nacional (PAN). Desde el 1 de septiembre de 2021 es diputado del Congreso del Estado de Chihuahua. De diciembre de 2020 a enero de 2021 fue senador de la república en representación del estado de Chihuahua en la LXIV Legislatura del Congreso de la Unión.

## Primeros años
Carlos Alfredo Olson San Vicente nació el 29 de noviembre de 1976 en el estado de Chihuahua, México. Estudió la licenciatura en ingeniería financiera en la Universidad Regional del Norte (URN) de 1997 a 2002 y la maestría en administración en la Universidad Autónoma de Chihuahua (UACH) de 2006 a 2009. De 2004 a 2007 ocupó diversos cargos dentro de la administración del municipio de Chihuahua durante la administración de Juan Blanco Zaldívar. Y de 2007 a 2010 fue delegado federal de la Secretaría de Economía en el estado de Chihuahua.

## Trayectoria política
En las elecciones federales de 2018 fue postulado como suplente de Gustavo Madero Muñoz, candidato a senador del estado de Chihuahua por el Partido Acción Nacional. En marzo de 2020, Olson San Vicente fue nombrado subsecretario de gobierno del estado de Chihuahua por el gobernador Javier Corral Jurado. Renunció al cargo el 7 de diciembre de 2020 para asumir como senador del estado luego de que el titular del cargo, Gustavo Madero, renunciara para postularse como aspirante a la candidatura de gobernador de Chihuahua por el Partido Acción Nacional en las elecciones estatales de 2021. Olson San Vicente rindió protesta como senador el 9 de diciembre de 2020 y ocupó el cargo hasta el 28 de enero de 2021.
En 2021 fue postulado por el Partido Acción Nacional como candidato a diputado del Congreso del Estado de Chihuahua por el distrito 17 del estado, con cabecera en la ciudad de Chihuahua. Ocupó el cargo en la LXVII Legislatura desde el 1 de septiembre de 2021.